# Мокшань
Мокшань — река в России, протекает по Ковылкинскому району Мордовии. Устье реки находится в 418 км от устья Мокши по правому берегу. Длина реки составляет 26 км.
Де-факто Мокшань представляет собой не реку — а цепочку стариц вдоль бывшего русла Мокши, соединённых короткими протоками. Находится севернее города Ковылкино и севернее основного русла Мокши, цепочка стариц ориентирована по линии восток-запад.

## Данные водного реестра
По данным государственного водного реестра России относится к Окскому бассейновому округу, водохозяйственный участок реки — Мокша от истока до водомерного поста города Темников, речной подбассейн реки — Мокша. Речной бассейн реки — Ока.
Код объекта в государственном водном реестре — 09010200112110000027544.